# 科林斯灣 (喬治王島)
62°11′S 58°51′W / 62.183°S 58.850°W
科林斯灣（英語：Collins Harbour）是南極洲的海灣，位於南設得蘭群島的喬治王島南岸，處於菲爾德斯半島以東，由蘇格蘭地質學家繪入地圖，現時由南極條約體系管理。